# 黎氏企業
黎氏企業控股有限公司（港交所：2266），是一家在香港交易所上市的建築公司。
公司歷史始自1980年於澳門成立的黎氏建築工程有限公司，黎氏建築在1989年於澳門土地工務運輸局註冊為合資格建築商。2017年2月10日，公司以「黎氏企業控股有限公司」於港交所主板上市。

## 外部連結
- 公司網站（页面存档备份，存于）